# Великий канцлер коронний

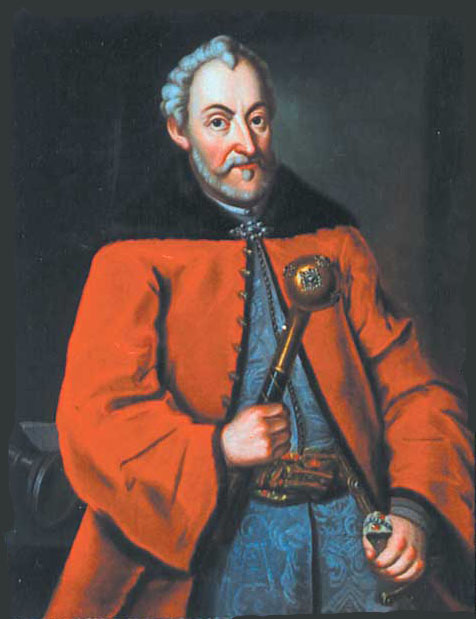
Ян Замойський, великий канцлер коронний у 1578—1605 роках.

Вели́кий ка́нцлер коро́нний (пол. Kanclerz wielki koronny; лат. Supremus cancellarius regni Poloniae) — міністерський уряд (посада) в Короні Польській у складі Речі Посполитої в 1569–1795 роках. Урядник, що обіймав цю посаду, був формальним головою державного уряду. Він керував монаршою канцелярією й зовнішньою політикою країни, зберігав державну печатку, мав право дорадчого голосу в Сенаті. Поєднував функції сучасного прем'єр-міністра й міністра закордонних справ.

## Опис
Первісно з 1102 року в Польському королівстві існувала посада канцлера (лат. cancellarius) — голови королівської канцелярії. Цю посаду обіймали представники духовенства. Під час доби роздробленості, що тривала до XIV століття, кожен удільний польський правитель мав власного канцлера. Канцлер краківський (лат. cancellarius Cracoviensis) вважався найпершим серед них і міг відхиляти рішення канцлерів на місцях. Уряди регіональних канцлерів зникли до XV століття. Згодом краківський канцлер став називатися канцлером Королівства Польського (пол. cancellarius regni Poloniae), а пізніше — канцелером коронним (від назви Корона Польська).
Після Люблінської унії 1569 року й утворення Речі Посполитої канцлер коронний був перейменований на великого канцлера коронного. Також було створено пост великого канцлера литовського. На ці посади призначалися як духовні, так і світські особи. За традицією, що склалася, великий канцлер коронний відповідав за відносини із західноєвропейськими країнами, а великий канцлер литовський — за відносини із Московією. Формально обидва великі канцлери були рівними, але канцлер коронний вважався першою посадовою особою країни: він займався формуванням уряду країни, слідкував за дотриманням основного закону — Pacta conventa, а також керував королівськими судами — асессоріями. Заступником великого канцлера був підканцлер коронний.

## Список
Список канцлерів складений від 1306 року, коли Владислав I Локетек відновив своє правління у Краківському князівстві.

### Князівство Краківське
Канцлери краківські
| 1306–1309 | Клеменс              | Канонік краківський. |
| 1310–1315 | Ярост                | Кустос краківський.  |
| 1315–1316 | Станіслав із Кракова | Канонік краківський. |
| 1316–1327 | Францішек із Кракова | Канцлер сєрадзький.  |

### Королівство Польське
Канцлери краківські, двору, королівські, коронні